# Góra Gnojna

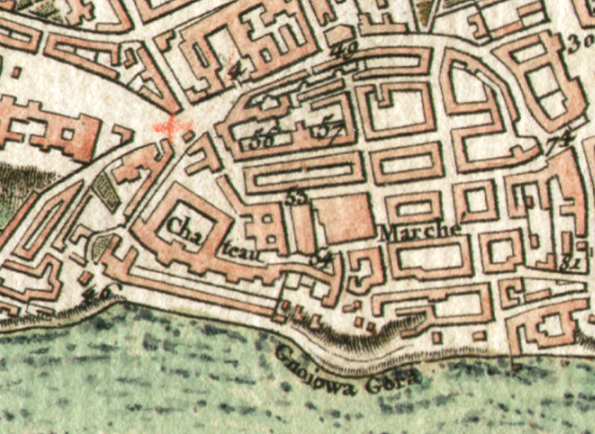
Fragment mapy Warszawy z 1772 roku, na którym widoczne jest Stare Miasto i Gnojowa (Gnojna) Góra

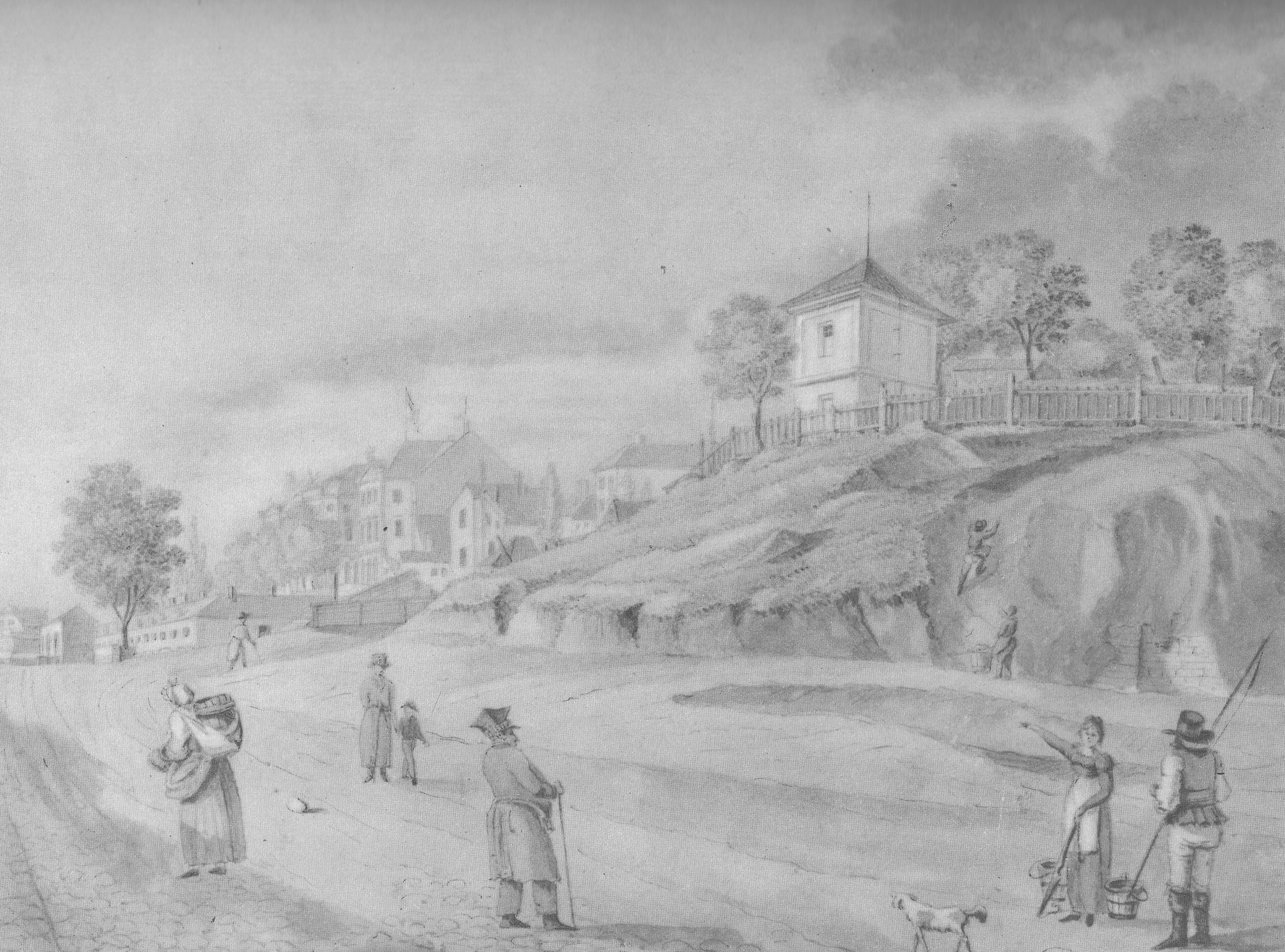
Góra na rysunku Aleksandra Majerskiego (18181)

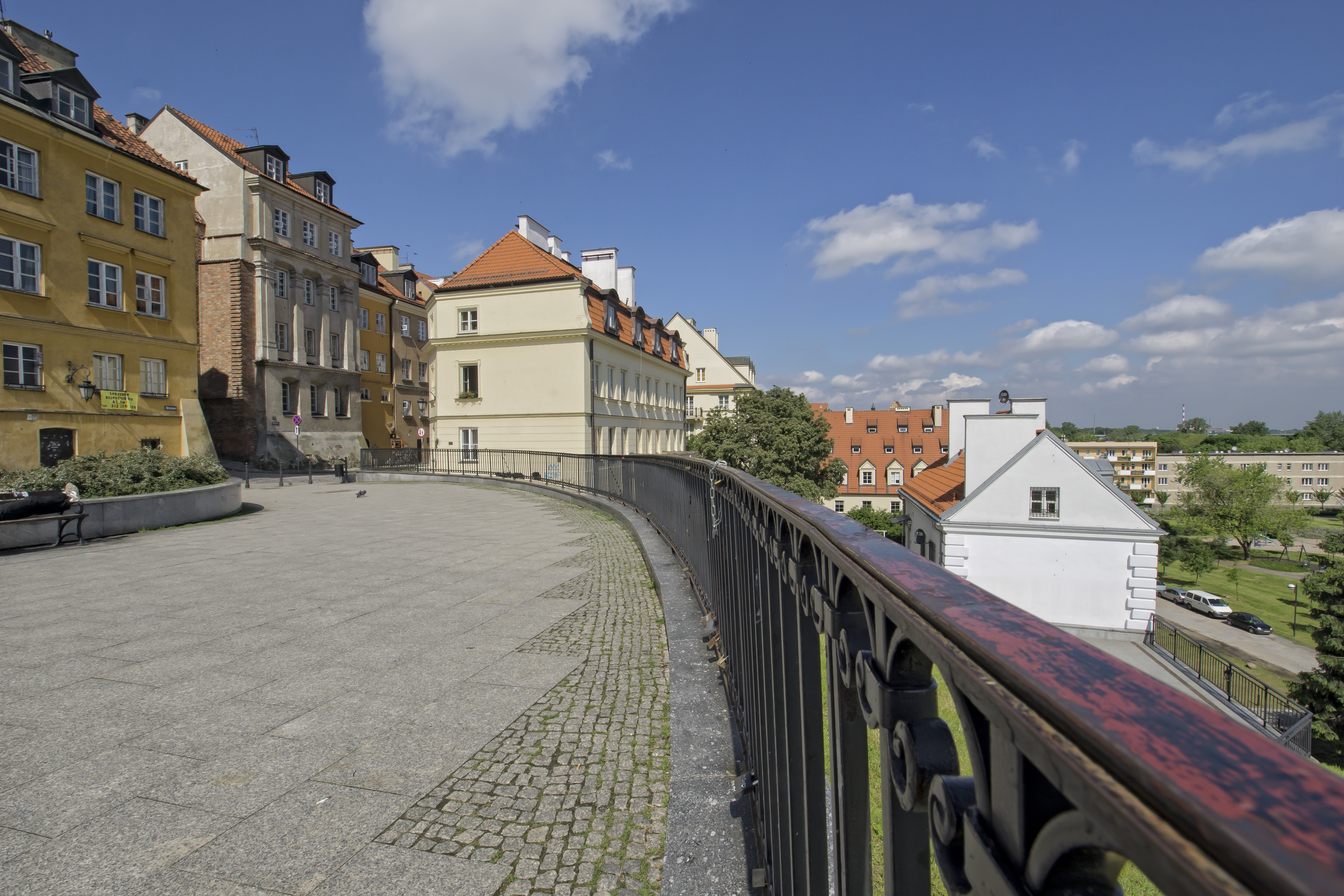
Taras widokowy na szczycie góry

Góra Gnojna, także Góra Gnojowa – wzniesienie znajdujące się na skarpie wiślanej na Starym Mieście w Warszawie między wylotami ulic Celnej i Dawnej a ul. Bugaj. Dawne wysypisko śmieci i nieczystości Starej Warszawy.
Nazwa Gnojna Góra pochodzi od odpadków i gnoju, które trafiały w to miejsce z terenu całego miasta. W murach obronnych nad wysypiskiem znajdowała się furta oraz wieża Gnojna.
Wysypisko funkcjonowało w tym miejscu do 1844. Podejmowane wcześniej próby jego zamknięcia kończyły się niepowodzeniem, gdyż mieszkańcy z uporem używali Góry Gnojnej jako wygodnego miejsca pozbywania się śmieci i nieczystości.

## Historia
Lokalizacja wysypiska była bardzo dogodna dla mieszkańców miasta, jednak było ono źródłem okropnych wyziewów. Było także wylęgarnią szczurów oraz zagrażało zatruciem wód znajdujących się w pobliżu.
W wysypisku zakopywani byli po szyję ludzie chorzy na syfilis – wierzono, że ma to właściwości zdrowotne.
W 1691 wysypisko osiągnęło tak duże rozmiary, że uchwałą magistratu postanowiono je „szarwarkiem chędożyć i do Wisły znieść”. Nie przyniosło to jednak żadnego rezultatu. Pod koniec XVII wieku rozrastająca się góra śmieci zagroziła „zasypaniem budynków ks. jezuitów” i budynków gospodarczych znajdujących się u jej podnóża. W  1722 po raz kolejny uchwałą miejską nieskutecznie zakazano dalszego składowania śmieci w tym miejscu i zarządzano wyczyszczenie góry. W 1744 wysypisko obłożono darnią, a od końca XVIII wieku ograniczano wywóz śmieci. Po 1831 właściciele posesji przy ul. Jezuickiej i ul. Bugaj skarżyli się w pismach do namiestnika na trujące wyziewy, niemożność wynajęcia lokali oraz zasypywanie domów przez obsuwającą się górę. 
W 1834 inżynier miasta Klopmann opracował projekt zjazdu do Wisły przez ulicę Celną, którego realizacja wymagałoby likwidacji wysypiska, ale w 1843 został on odrzucony (zrealizowano projekt Feliksa Pancera).
Wysypisko zostało zamknięte w 1844. Po zamknięciu stok góry został obłożony ziemią. 
Miąższość odpadków w górze wynosi około 23 metrów.
W 1923 na Górze Gnojnej wzniesiono wielki zespół domów mieszkalnych i magazynowych Pocztowej Kasy Oszczędności zaprojektowany przez Mariana Lalewicza. Utworzony na rzucie podkowy, otaczał z trzech stron zbocze góry. Uszkodzony w 1939 i zniszczony w 1944 kompleks nie został odbudowany po II wojnie światowej, gdyż jego górny budynek zasłaniał panoramę Starego Miasta. Skrócono ulicę Brzozową i ponownie otwarto widok na rzekę.
W latach 1962–1968 przeprowadzono tam badania archeologiczne, które przyniosło wiele ciekawych informacji o życiu dawnych mieszkańców Warszawy. 
W 2007 góra została zabezpieczona przed dalszym odkształcaniem pod wpływem czynników atmosferycznych. Przykryto ją specjalną matą antyerozyjną, obsypano glebą i obsiano trawą.
Współcześnie Góra Gnojna pełni funkcję tarasu widokowego. W jego południowej części znajduje się posąg Siłacza wykonany w 1908 przez Stanisława Czarnowskiego. Rzeźba przedstawiająca nagiego mężczyznę dźwigającego głaz została tam ustawiona w 1972.

## Inne informacje
Podobne wysypisko, również nazywane Górą Gnojową, funkcjonowało do 1785 w Nowej Warszawie. Znajdowało się na skarpie w pobliżu ul. Zakątnej.